# Stará Huta
Stará Huta és un poble i municipi d'Eslovàquia que es troba a la regió de Banská Bystrica.

## Història
La primera menció escrita de la vila es remunta al 1350.

## Demografia
| Godina             | 1994 | 2004    | 2014    | 2024   |
| ------------------ | ---- | ------- | ------- | ------ |
| Nombre de persones | 422  | 377     | 335     | 302    |
| Diferència         |      | −10,66% | −11,14% | −9,85% |

| Godina             | 2023 | 2024   |
| ------------------ | ---- | ------ |
| Nombre de persones | 309  | 302    |
| Diferència         |      | −2,26% |